# 美生中国人
《美生中国人》（英語：American Born Chinese）是美国漫画作家杨谨伦的一部漫画作品，由 First Second Books 在美国出版，以及陕西师范大学出版社在中国出版。
该漫画由三个故事组成，分别是从旧金山唐人街搬到郊区华裔美国男孩王谨（Jin Wang）的故事、美国男孩丹尼（Danny）他的中国表哥 Chin-Kee 的故事以及由杨谨伦自己改编的《西游记》故事。

## 改編作品
2021年10月4日，Disney+宣布批准該小說的改編影集計劃，於2023年5月24日播出。